# Zastava Bermuda
Zastava Bermuda je usvojena 4. listopada 1910. Sastoji se od zastave Ujedinjenog Kraljevstva u gornjem lijevom kutu i grba Bermudskog arhipelaga. 
Zastava je neuobičajena za britansku koloniju, budući je pozadina crvene boje, a ne plave.